# Pont de Baluarte
Le pont Baluarte Bicentenaire (espagnol : Puente Baluarte Bicentenario) est un pont à haubans qui franchit le rio Baluarte, au Mexique.

## Informations techniques
Le pont est situé entre les municipalités de Concordia, dans l'État de Sinaloa, et de Pueblo Nuevo, dans l'État de Durango.
Niché au fond d'un canyon de la sierra Madre Occidentale, le pont surplombe de 403 mètres le rio Baluarte. Son tablier constitue le dernier maillon de l'autoroute Durango – Mazatlán, qui doit relier la côte Pacifique au golfe du Mexique et comprend 63 tunnels et 32 ouvrages d'arts (et autant d’ouvrages d'art). Le pont de Baluarte a été inauguré le 5 janvier 2012 par le président mexicain Felipe Calderón.
Le maître d’œuvre de la construction était le groupe mexicain Grupo Tradeco,. Le haubanage et la précontrainte du pont ont été réalisés par VSL,, filiale de Bouygues Construction.
En 2012, le pont Baluarte Bicentenario est le deuxième pont le plus haut du monde après celui de Siduhe en Chine. Il figure au Livre Guinness des records comme le pont à haubans avec la plus grande hauteur de tablier.